# Platythelys schlechteriana
Platythelys schlechteriana är en orkidéart som först beskrevs av Frederico Carlos Hoehne, och fick sitt nu gällande namn av Leslie Andrew Garay. Platythelys schlechteriana ingår i släktet Platythelys och familjen orkidéer. Inga underarter finns listade i Catalogue of Life.